# Cesare Guerrieri Gonzaga
Cesare Guerrieri Gonzaga (né le 2 mars 1749 à Mantoue et mort le 5 février 1832 à Rome) est un cardinal italien du XIXe siècle. Il est un petit-neveu du cardinal Silvio Valenti Gonzaga (1738) et un neveu du cardinal Luigi Valenti Gonzaga (1776) .

## Biographie
Guerrieri exerce des fonctions au sein de la Curie romaine, notamment comme trésorier général de la Chambre apostolique et au sein de la « Congrégation des évêques ».
Le pape Pie VII le crée cardinal lors du consistoire du 27 septembre 1819. Il participe au conclave de 1823, lors duquel Léon XII est élu pape, au conclave de 1829 (élection de Pie VIII) et au conclave de 1830-1831 (élection de Grégoire XVI). Il est camerlingue du Sacré Collège en 1826-1827.

### Source
- Fiche du cardinal sur le site de la FIU